# Classe Sugashima

La classe Sugashima ((ja) : すがしま型掃海艇 ) est une classe de dragueurs de mines côtiers (classification : Mines Sweeper Coast)  de la Force maritime d'autodéfense japonaise,.

## Caractéristiques

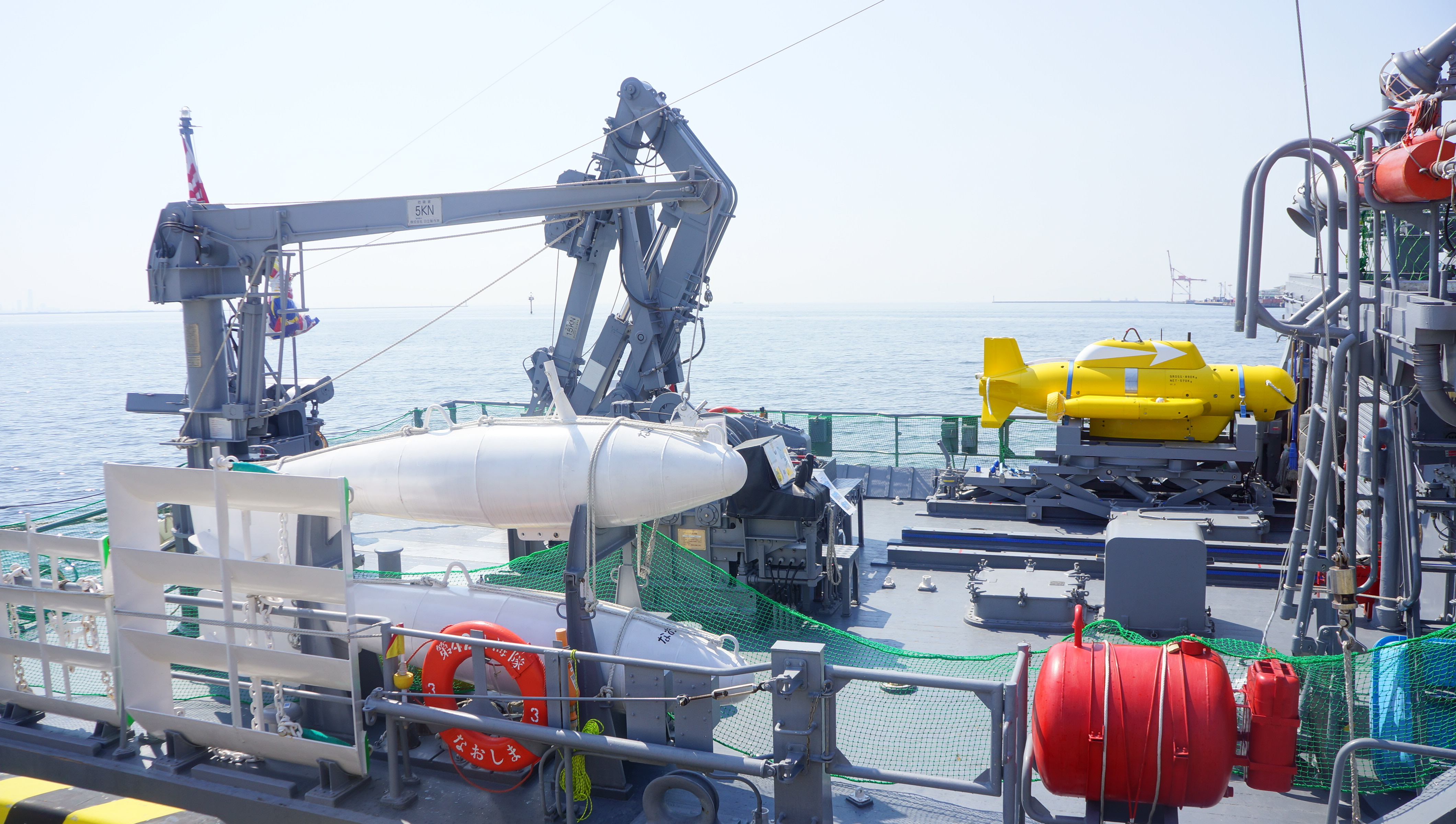
Un bossoir de déminage et des bouées de déminage dyad à tribord, une grue de déminage à bâbord et un véhicule sous-marin téléopéré PAP-104 est sorti du hangar.

Cette classe est une version améliorée de la Classe Uwajima. Elle se distingue par ses deux cheminées latérales. Elle à un déplacement de 650 tonnes à pleine charge pour une longueur de 57 mètres. Elle a deux moteurs diesel électriques 6NMU Mitsubishi et peut naviguer à la vitesse de 14 nœuds. Elle est dotée d’un radar de recherche de surface OPS-39, d’un sondeur OYQ-201, d’un sonar ZQS-4 et d’un canon JM61R-MS (version du M61 Vulcan) de calibre 20 mm. Sa coque est en bois de Douglas.
À partir des leçons tirées de l'envoi d'une flottille de quatre dragueurs de mines japonais à la suite de la guerre du Golfe en 1991, la Force maritime d'autodéfense a pris l'exemple du chasseur de mines de classe Sandown de la Royal Navy afin d'améliorer ses capacités en matière de déminage pour la construction d'une nouvelle classe de dragueurs de mines décidé en 1994.
Les eaux autour du Japon ont de nombreux fonds marins boueux qui ne sont pas adaptés au déminage, pour cette raison, la classe est également dotée de la capacité de dragage mécanique avec des dragueurs de mines sensibles dyad de fabrication australienne, mais en raison de problèmes de gestion magnétique, il a été décidé qu'il ne serait pas installé en permanence, mais qu'il serait reçu du navire-mère en mer selon les besoins. Les restrictions opérationnelles étaient importantes et la mobilité était également restreinte,.
Son C4ISR utilise une unité de traitement de l'information (système de chasse aux mines intégrés NAUTIS-M ; Shishijima et Kuroshima ont été améliorés à la version NAUTIS-M-1) fabriquée par la société britannique Marconi Electronic Systems (en). Celui-ci a été développé pour la classe Sandown et répond aux exigences des navires de guerre contre les mines, telles que la résistance aux chocs (30G) et l'absence de magnétisme. Il se compose de trois consoles, connectées à des radars et à des détecteurs de mines, et équipées de fonctions de gestion des informations de navigation et de planification et d'évaluation de la guerre des mines.
En tant que détecteur de mines, un sonar à profondeur variable de type-2093 a été installé. Il est installé dans le rouf à l'extrémité avant de la superstructure et peut être suspendu par un treuil jusqu'à une profondeur de 300 mètres. Il utilise une fréquence de 80 kilohertz pour la détection des mines et de 350 kilohertz pour la classification des mines, permettant une détection à longue portée allant jusqu'à 1 200 mètres et une résolution de 0,3 degré. La vitesse de fonctionnement maximale est de 12 nœuds.
Il est équipé d'un véhicule sous-marin téléopéré de déminage français PAP-104.
Le prix unitaire était de 14,6 milliards de yens (environ 150 millions d'euros à cette date).

## Historique

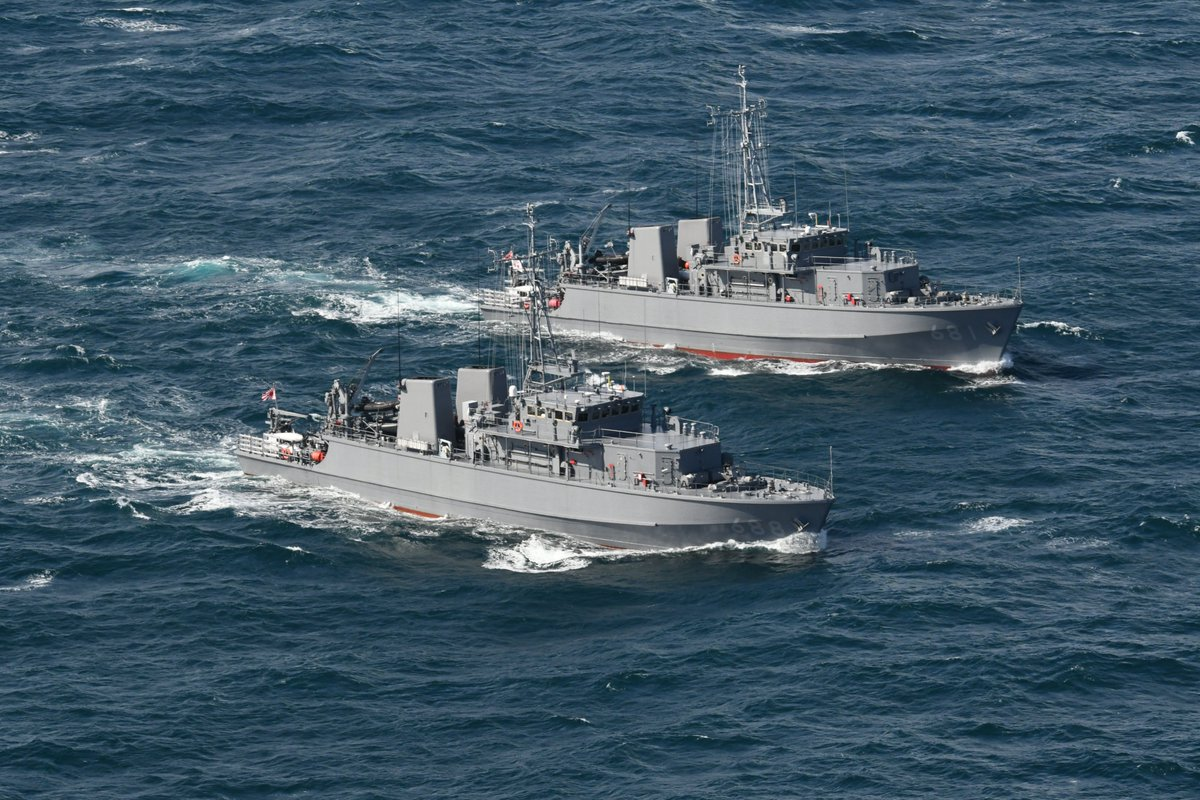
Les JS Sugashima（MSC-681）et JS Aishima（MSC-688）en 2021.

Douze sont construits à partir de 1996, ils entrent en service entre 1999 et 2007. Leur durée de vie est de 25 ans.
Le JS Notojima et un cargo battant pavillon japonais, le Jeikei 3, entre en collision le mercredi 26 juin 2019 à minuit au large d’Hiroshima au Japon. Il est gravement endommagé et retiré du service le 12 juin 2020.
Le JS Ukushima est victime d'un incendie et fait naufrage dans la matinée du 10 novembre 2024 alors qu’il naviguait à environ 1,4 mille nautique d’Oshima. L'équipage de 40 hommes est évacué mais un officier marinier est porté disparu.

## Navires de la classe
| N° de coque | Nom        | Chantier naval                                                                              | Pose de la quille | Lancement         | mise en service | Fin de carrière                                    | Port d'attache |
| ----------- | ---------- | ------------------------------------------------------------------------------------------- | ----------------- | ----------------- | --------------- | -------------------------------------------------- | -------------- |
| MSC-681     | Sugashima  | Universal Shipbuilding Corporation (depuis 2013 Japan Marine United), Tsurumi-ku (Yokohama) | 8 mai 1996        | 25 aout 1997      | 16 mars 1999    | 15 mars 2023                                       | Maizuru        |
| MSC-682     | Notojima   | Hitachi Zosen Corporation, Kanagawa                                                         | 8 mai 1996        | 3 septembre 1997  | 16 mars 1999    | Collision le 26 juin 2019, retrait le 12 juin 2020 | Maizuru        |
| MSC-683     | Tsunoshima | Hitachi Zosen Corporation, Kanagawa                                                         | 7 aout 1997       | 22 octobre 1998   | 13 mars 2000    | 3 mars 2024                                        | Kure           |
| MSC-684     | Naoshima   | Nippon Kokan, Keihin                                                                        | 17 avril 1998     | 7 octobre 1999    | 16 mars 2001    |                                                    | Kure           |
| MSC-685     | Toyoshima  | Hitachi Zosen Corporation, Kanagawa                                                         | 26 avril 1999     | 13 septembre 2000 | 14 mars 2002    |                                                    | Sasebo         |
| MSC-686     | Ukushima   | Nippon Kokan (absorbé depuis par JFE Holdings), Keihin                                      | 17 mai 2000       | 17 septembre 2001 | 18 mars 2003    | Fait naufrage le 10 novembre 2024                  | Sasebo         |
| MSC-687     | Izushima   | Hitachi Zosen Corporation, Kanagawa                                                         | 27 avril 2000     | 31 octobre 2001   | 18 mars 2003    |                                                    | Ominato        |
| MSC-688     | Aishima    | Nippon Kokan, Keihin                                                                        | 17 avril 2001     | 8 octobre 2002    | 26 février 2004 |                                                    | Maizuru        |
| MSC-689     | Aoshima    | Hitachi Zosen Corporation, Kanagawa                                                         | 15 avril 2002     | 16 septembre 2003 | 9 février 2005  |                                                    | Ominato        |
| MSC-690     | Miyajima   | Hitachi Zosen Corporation, Kanagawa                                                         | 28 mai 2002       | 10 octobre 2003   | 9 février 2005  |                                                    | Kure           |
| MSC-691     | Shishijima | Universal Shipbuilding Corporation, Keihin                                                  | 23 mai 2003       | 29 septembre 2004 | 8 février 2006  |                                                    | Sasebo         |
| MSC-692     | Kuroshima  | Universal Shipbuilding Corporation, Keihin                                                  | 12 mai 2004       | 31 aout 2005      | 23 février 2007 |                                                    | Sasebo         |